# Seznam zdravstvenih ustanov v Mariboru
Seznam zdravstvenih ustanov v Mariboru.

## Javne
- Univerzitetni klinični center Maribor
- Zdravstveni dom dr. Adolfa Drolca Maribor
- Mariborske lekarne Maribor

## Izobraževalne
- Visoka šola za zdravstvo v Mariboru
- Medicinska fakulteta v Mariboru